# Pulsatilla wallichiana
Pulsatilla wallichiana là một loài thực vật có hoa trong họ Mao lương. Loài này được (Royle) Ulbr. miêu tả khoa học đầu tiên năm 1925.